# Landgraben (Neckar)
Der Landgraben  ist ein etwa viereinhalb Kilometer langer, südlicher und rechter Zufluss des Neckars im baden-württembergischen Tübingen.

## Geographie

### Verlauf
Der Landgraben entsteht südlich des Tübinger Stadtteils Weilheim unterhalb des Eckhofs. Von dort fließt er in nördliche Richtung zunächst durch einen geschlossenen Waldbestand, in dem er mehrere Klingenbäche aufnimmt, und dann durch das von Streuobstwiesen geprägte Gewann Tal nach Weilheim. Er passiert den Ort an dessen Ostrand, unterquert die Eisenbahnstrecke Tübingen-Rottenburg und die Bundesstraße 28a und mündet nördlich von Weilheim auf einer Höhe von ca. 319 m ü. NHN in den Neckar.
Der 4,4 km lange Lauf des Landgrabens endet etwa 112 Höhenmeter unterhalb seiner Quelle, er hat somit ein mittleres Sohlgefälle von etwa 26 ‰.
Vor der Regulierung floss der Landgraben ab Weilheim in nordöstliche Richtung und mündete im Bereich der heutigen Hegelstraße Tübingens in den Neckar-Zufluss Mühlbach. Der Bachlauf wurde durch die Begradigung also um fast 2,5 km verkürzt.

### Einzugsgebiet
Das Einzugsgebiet ist 7,1 km² groß und liegt im Naturraum Schönbuch und Glemswald in den Unterräumen Rammert und dann Tübinger Stufenrandbucht. Sein mit 476,5 m ü. NHN höchster Punkt liegt im Süden, östlich des Eckhofs. Es grenzt im Osten an das Einzugsgebiet der Steinlach, im Südosten an das von dessen Zufluss Rahnsbach und im Südwesten an das des Bühlertalbachs.

### LUBW
Amtliche Online-Gewässerkarte mit passendem Ausschnitt und den hier benutzten Layern: Lauf und Einzugsgebiet des Landgrabens

Allgemeiner Einstieg ohne Voreinstellungen und Layer: Daten- und Kartendienst der Landesanstalt für Umwelt Baden-Württemberg (LUBW) (Hinweise)
1. 1 2  Höhe ermittelt über WPS-Prozess (Geländehöhe).
2. ↑  Höhe nach grauer Beschriftung auf dem Hintergrundlayer Topographische Karte.
3. ↑  Länge nach dem Layer Gewässernetz (AWGN).
4. ↑  Einzugsgebiet nach dem Layer Basiseinzugsgebiet (AWGN).

### Andere Belege
1. ↑  Nach dem Layer Historische Flurkarten (Württemberg) in der Kartenbasierte Suche auf LeoBW
2. ↑  Friedrich Huttenlocher, Hansjörg Dongus: Geographische Landesaufnahme: Die naturräumlichen Einheiten auf Blatt 170 Stuttgart. Bundesanstalt für Landeskunde, Bad Godesberg 1949, überarbeitet 1967. → Online-Karte (PDF; 4,0 MB)
3. ↑  Friedrich Huttenlocher: Geographische Landesaufnahme: Die naturräumlichen Einheiten auf Blatt 178 Sigmaringen. Bundesanstalt für Landeskunde, Bad Godesberg 1959. → Online-Karte (PDF; 4,3 MB)